# Mitracarpus rigidifolius
Mitracarpus rigidifolius är en måreväxtart som beskrevs av Paul Carpenter Standley. Mitracarpus rigidifolius ingår i släktet Mitracarpus och familjen måreväxter. Inga underarter finns listade i Catalogue of Life.